# عيسى بن علي آل عفرار
عيسى بن علي بن سالم بن حمد بن سعد آل عفرار المهري ، سلطان سلطنة المهرة وسقطرى، ولقد تولى حكم السلطنة من عام 1951 إلى نهاية سقوط السلطنة عام 1967.

## سيرته
السلطان عيسى بن علي ال عفرار، آخر سلاطين سلطنة المهرة  تولى حكم سلطنة عام 1951 م وكان مقرها في المهرة قشن وجزيرة سقطرى امتاز حكم سلطان عيسى، خلال الفترة المتددة من 1951م إلى 1967م نهاية سقوط السلطنة من قبل الجبهة القومية وكانت السلطنة في عهده تشهد بالهدوء التام والعلاقة الحميمة بين السلطان ورعيته حيث لم تشاهد السلطنة، طيلة عهده أي إضرابات أو عصيان طيلة هذه الفترة وهو مايؤكد العلاقة الطيبة التي تربط السلطان برعاياه في المهرة وسقطرى اثناء فـترة حكمه كما أن قبائل المهرة تصل سنويا إلى سقطرى لمعالجة بعض قضاياهم في المقر الرئيسي للسلطنة في سقطرى كما أن السلطان يقوم بالنزول الميداني للمهره ويمكث هناك فترة في العاصمة قشن للقيام بعض القضايا المستعصية والتي تتطلب وصول السلطان إلى المهرة كما ان للسلطان عدة زيارات خارجية ومنها إلى السعودية وقابل الملك سعود بن عبد العزيز آل سعود وقام بتأدية فريضة الحج عام 1956م وعام 1960م اوفد السلطان عيسى أول  بعثه طلابية إلى الكويت وفي عام 1966م اوفد بعثه طلابية أخرى إلى حضرموت كما إنشاء أول مدرسة ابتدائية عام 1964م وكذا وحدة صحية وكما كانت البعثات الأجنبية العلمية وخاصة البريطانية تصل للجزيرة للقيام بأبحاث علمية مختلفه في مجال التنوع الحيوي وللسلطان عيسى آل عفرار ستة أبناء وهم:
1. فيصل بن عيسى.
2. صالح بن عيسى.
3. عبدالله بن عيسى.
4. سعود بن عيسى.
5. فهد بن عيسى.
6. أحمد بن عيسى.
7. ثمان إناث.

مع العلم بان السلطان عيسى بن علي ال عفرار هو السلطان الوحيد من سلاطين سلطنات الجنوب الذي رفض الخروج من بلاده برغم من صعوبة الوضع في تلك الفترة.

## طالع أيضًا
- سلطنة المهرة
- قصر السلطان عفرار
- اللغة المهرية
- محافظة المهرة
- المـهـري
- تاريخ المهرة
- سليمان المهري
- شريك المهري
- أبو بكر بن عمار المهري
- أصبغ المهري
- اقليم المهرة
- محمد علي بن ياسر المهري
- محمد أحمد سعيد المهري
- عبدالله بن عيسى آل عفرار المهري
- جمهورية اليمن الديمقراطية الشعبية